# Lueshita
La lueshita es una de las formas minerales de un óxido múltiple de sodio y niobio de composición NaNbO3.
Descrito por vez primera por A. Safiannikoff en 1959, debe su nombre a su localidad tipo, la mina Lueshe (Kivu del Norte, República Democrática del Congo).
Otro nombre que recibe este mineral es igdloíta.

## Propiedades
La lueshita es un mineral entre translúcido y opaco, de color negro o pardo rojizo en extremos finos. Tiene brillo submetálico y, bajo luz reflejada, adquiere coloración gris clara.
Posee una dureza de 5,5 en la escala de Mohs y una densidad de 4,44 g/cm³.
Cristaliza en el sistema ortorrómbico, clase diesfenoidal,
siendo polimorfo de tres especies mineralógicas distintas: isolueshita, natroniobita y pauloabibita.
El contenido en niobio de la lueshita es de aproximadamente el 56% (en torno al 80% si se expresa como Nb2O5), mientras que el de sodio (como Na2O) fluctúa entre el 12% y el 19%.
Como impurezas, puede incorporar titanio (cuyo contenido, en forma de TiO2, puede alcanzar el 3,6%) y hierro.
Por otra parte, este mineral forma parte del subgrupo mineralógico de la perovskita.

## Morfología y formación
Los cristales de lueshita se parecen a hexaedros (de hasta 1,5 cm) y a octaedros irregulares, con caras ligeramente estriadas y rugosas. Son comunes las maclas complejas por penetración.
Este mineral ha sido descrito recubriendo una mica vermiculítica, en la zona de contacto entre una sienita cancrinita y una carbonatita; también en xenolitos de sodalita asociados con un complejo de gabro-sienita alcalino intrusivo. 
La lueshita aparece asociada a mica, ussingita, villiaumita, steenstrupina, griceíta, eudialyta, ilmenita, pirocloro, perovskita, fersmita y dolomita.

## Yacimientos
La localidad tipo de este mineral es la mina Lueshe, yacimiento laterítico de niobio en Kivu del Norte (R. D. del Congo). En África también existen depósitos de lueshita en el desierto Arábigo (gobernación del Mar Rojo, Egipto).
En el norte de Rusia se ha encontrado este mineral en los macizos de Jibiny y Kovdor, así como en el macizo ultrabásico de Afrikanda, enclave que alberga otros minerales óxidos como fersmita, zirconolita, cafetita, kassita y loparita-(Ce).
También en Siberia hay lueshita, en el llamado escudo Aldán (República de Sajá), en una mineralización de elementos del grupo del platino, oro y uranio.
Por su parte, Canadá cuenta con depósitos en Mont Saint-Hilaire y Varennes (Quebec).